# درة بيدجوكار (مارغون)
درة بیدجوکار (بالفارسية: دره بیدجوکار) هي قرية تقع في إيران في قسم مارغون الريفي. يقدر عدد سكانها بـ 19 نسمة بحسب إحصاء 2016.